# Scelio nilamburensis
Scelio nilamburensis är en stekelart som beskrevs av Durgadas Mukerjee 1979. Scelio nilamburensis ingår i släktet Scelio och familjen Scelionidae. Inga underarter finns listade i Catalogue of Life.